# Ubiquity (Firefox)
Ubiquity (en inglés, ubicuidad) es una extensión para Mozilla Firefox que permite a los usuarios crear híbridos de otros servicios web fácilmente, sin necesidad de conocimientos técnicos. La versión prototipo fue liberada en agosto de 2008.
Ubiquity es una colección de comandos derivados del lenguaje natural que permiten a los usuarios obtener información y referirlas a otras páginas web, es decir, permite conectar rápida y eficazmente distintos sitios web a través del navegador.
Por ejemplo, permite el acceso inmediato a artículos de Wikipedia simplemente escribiendo una palabra, enlazándolos con noticias y otras páginas sobre el tema, así como realizar transformaciones y operaciones de forma intuitiva.